# Sun Ce

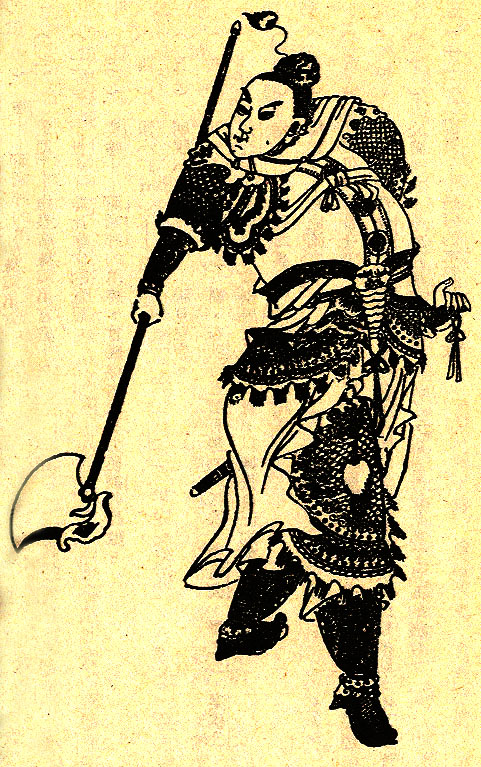
Sun Ce zoals afgebeeld in de Wu Shuang Pu (無雙譜; Table of Peerless Heroes / Boek van de Weergaloze Helden) geschreven door Jin Guliang

Sun Ce (Bofu) (175–200) (jiaxiang: Zhejiang, Hangzhou, Fuyang 浙江杭州富阳) was een Chinese generaal tijdens de laatste periode van de Han-dynastie. Hij was de zoon van Sun Jian, de oudere broer van Sun Quan en de man van Da Qiao. Sun Ce's inspanningen zouden de basis leggen voor het koninkrijk Wu (222–280). Sun Ce is afgebeeld in de Wu Shuang Pu (無雙譜; Table of Peerless Heroes / Boek van de Weergaloze Helden) geschreven door Jin Guliang.

## Biografie

### Jeugd
Sun Ce werd in 175 geboren in Yandu als oudste zoon van Sun Jian, een generaal in het leger van de Oostelijke Han-dynastie. Tijdens de Campagne tegen Dong Zhuo (190–191) diende Sun Jian als officier onder de krijgsheer Yuan Shu; in deze tijd ontmoette Sun Ce Zhou Yu, met wie hij beste vrienden werd. Na het verdrijven van Dong Zhuo uit Luoyang viel de coalitie, geleid door Yuan Shu's broer Yuan Shao, uiteen en begonnen de broers met een onderlinge machtsstrijd. Yuan Shu voerde oorlog tegen Liu Biao, gouverneur van Jing en een bondgenoot van Yuan Shao, maar in de Slag bij Xiangyang (191) sneuvelde Sun Jian en de 16-jarige Sun Ce volgde hem op. Hoewel Yuan Shu het grootste leger in de regio had, werd hij in 193 meermaals verslagen door Cao Cao, verloor zijn grondgebied ten noorden van de rivier Huai He en moest zijn hoofdstad verplaatsen naar Shouchun (in de hedendaagse provincie Anhui).

### Militaire loopbaan
Begin 194 had Sun Ce enkele volgelingen verzameld en trad in militaire dienst bij Yuan Shu, voor wie hij vele oorlogen vocht en won. Daarop besloot deze, vertrouwend op Sun Ce's hulp, in 197 zich uit te roepen tot keizer. Maar Sun Ce zwoer trouw aan de Han-keizer Xian en ging zijn eigen weg.
Samen met zijn vriend Zhou Yu besloot hij het land te veroveren, waar zijn voorouders vandaan kwamen (de Wu-staat uit de Periode van Lente en Herfst). 
Na enkele jaren lukte het hem het Wu-territorium te veroveren en uit te breiden tot heel Jiangdong. In het jaar 200 kwam hij echter om in een gevecht. Hij was 25 jaar.

## Sun Ce's nalatenschap
Sun Ce's broer Sun Quan volgde hem op, en maakte er een heus koninkrijk van, gelijk aan Wei en Shu. Het zou Wu zijn dat van de Drie Koninkrijken het langst zou blijven bestaan.